# 笑福亭圓笑

五枚笹は、笑福亭一門の定紋である。

笑福亭 圓笑（しょうふくてい えんしょう）は、上方落語の名跡。当代は四代目。
- 初代笑福亭圓笑 - 詳細不明
- 二代目笑福亭圓笑 - 本項にて記述
- 三代目笑福亭圓笑
- 四代目笑福亭円笑 - 当代

二代目 笑福亭 圓笑（? - 1891年8月8日）は、落語家。本名：松木 豊七。享年不詳。

## 経歴
天保・弘化年間頃の生まれ、初代松鶴の門人。初代笑福亭鶴松、3代目（4代目とも）吾竹、2代目笑福亭松鶴を経て、2代目笑福亭圓笑を名乗り、後に講談師となる。松橋を名乗っていた時期もあるらしい。
元は紺屋の形置職人で、仕事の合間に桃などの果物を売り歩いたため、落語家となった後も「桃屋」とあだ名される。また、夏祭りには流しの俄も演じていたという。
舞踊の名手で、「松尽くし」（一枚歯の下駄を履いて碁盤などの小台に乗り、五枚の扇を広げて舞う芸）の元祖はこの2代目松鶴と伝える。初代文枝が得意にした『三十石』に、師・初代松鶴の作った舟唄を加味し、当時の評判を取ったという（その写真は『落語系圖』p106に掲載されている）。一方では、高座を這い回ったり、役者のように目を剥くなどのケレンがあっともいう。
1876年頃には東京で修行、帰阪後は東京の上品な噺をめざしたという。
講談師になってからは、『加賀騒動』『業平文治』などを十八番にしたと伝える。

## 門下
- 初代笑福亭圓篤
- 3代目笑福亭松鶴
- 2代目笑福亭木鶴
- 初代笑福亭福松
- 笑福亭だら助
- 笑福亭松右衛門